# Marcia Mead
Marcia Mead (1879–1967) fue una arquitecta norteamericana del siglo XX conocida por su abordaje del diseño de la vivienda económica desde lo barrial.
Ella y Anna P. Schenck (1874-1915) fueron socias en la firma Schenck & Mead, que fue aclamada como el primer equipo de mujeres arquitectas en Norteamérica pero en realidad se formó después de Gannon and Hands y la sociedad de Florence Luscomb e Ida Annah Ryan. Anna Shenck murió temprano como dueña de la sociedad, aun así, Mead continuó utilizando el nombre de la firma.

## Educación
Marcia Mead nació en Pittsfield, Pensilvania, en 1879, y en 1898 se graduó en el State Normal College de Edinboro. Continuó sus estudios en la Escuela de Arquitectura de la Universidad de Columbia y en 1913 se convirtió en la primera mujer graduada de aquel programa. Alrededor de esa época, trabajó para la universidad en la superintendencia de edificios y terrenos y también se posicionó entre los diez finalistas de un concurso de diseño de estructuras para un sector de terrenos en Chicago.  A pesar de que su diseño no fue finalmente seleccionado, fue mencionado en publicaciones de divulgación.

## Carrera
Cuándo Mead y Anna Shenck formaron la sociedad de Schenck & Mead a inicios de 1914, fueron (incorrectamente) nombradas por el New York Times como "la primera empresa de arquitectos mujeres en Estados Unidos"; aquel hito de hecho había sido puesto dos décadas más tempranas por Gannon and Hands. Después de que Mead y Schenck abrieran sus oficinas en Midtown, Manhattan, recibieron varios trabajos, que incluían una casa de verano y un bungalow. Planearon trabajar de "el lado feminista" de cosas, dando prioridad a asuntos como armarios y canales de ropa, que ellas sentían que hacían una  diferencia en las vidas de las mujeres pero era a menudo desatendido por arquitectos varones.

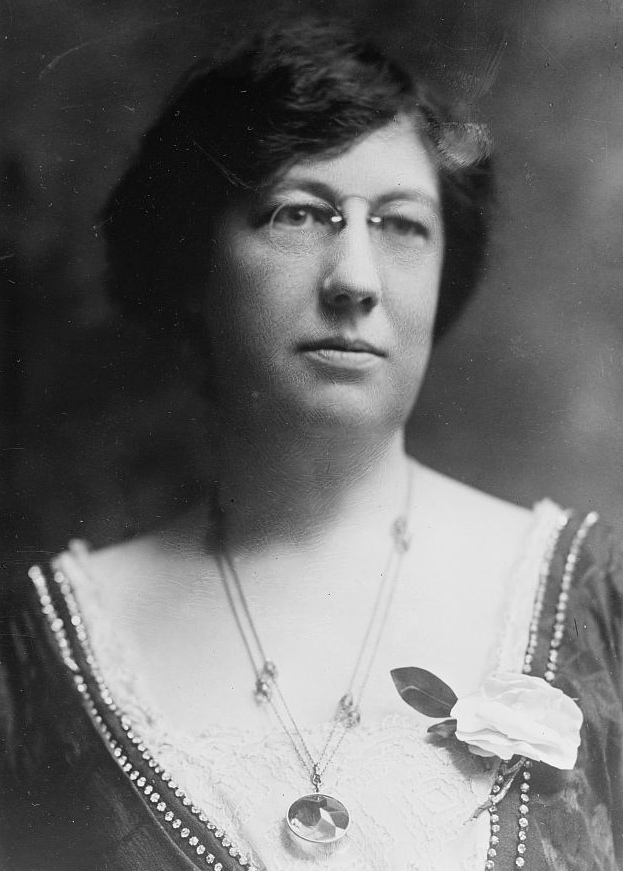
Anna Pendleton Schenck ca 1915.

En 1915, Schenck & Mead ganaron un concurso arquitectónico nacional auspiciado por el Club de la Ciudad de Chicago para un centro barrial. Su propuesta era para un centro en un área dee Bronx entre el Puente de Washington y el Parque del Dique Macombs.  Alrededor de la misma época, presentaron una propuesta de un grupo de casas modelo para gente de bajos recursos en Washington D. C., que sería conocido como las Casas Conmemorativas Ellen Wilson en homenaje a la muerte de la esposa del entonces presidente, Woodrow Wilson. El plan era ambicioso, comprendía un patio de juegos, una guardería diurna, una lavandería, un pequeño hospital de emergencias, una cocina comunal, biblioteca y club, junto a 130 residencias individuales.
El 29 de abril de 1915, unos pocos meses después de haber ganado el concurso de Chicago, Schenck falleció de neumonía. Mead continuó utilizando el nombre de la firma por varios años aunque realizaba una práctica individual. 
Un proyecto grande de 1917-18 del cual Mead era la arquitecta líder, fue en Bridgeport, Connecticut, ciudad que tenía escasez de viviendas económicamente adquiribles como consecuencia del rápido desarrollo de las industrias relacionadas con la guerra, como la construcción de barcos durante la Primera Guerra Mundial. Una firma local, Bridgeport Housing Company, financió la construcción de un grupo de 87 casas en hilera para una y dos familias diseñadas por Mead. El desarrollo ocupó una cuadra de la ciudad y estaba dispuesto alrededor de un parque central de juegos infantiles, manteniendo a los niños lejos del tráfico de automóviles. Algo inusual para la época era que casi la mitad de las casas tenía un sistema de agua caliente suministrado desde una central eléctrica cercana. Discutiendo sus diseños para estas casas comunitarias, Mead acentuaba la importancia de la ventilación cruzada y de las ventanas para iluminación y prestó especial atención a lo que hacía una ama de casa en el día, ya que "el trabajo de ocuparse de la casa caía sobre ellas" Durante este proyecto, por ejemplo, se las arregló para conseguir que las medidas estándar para las alturas de las piletas de cocina y las piletas de lavadero fueran más altas que lo habitual, usando demostraciones en vivo para convencer a los oficiales que las piletas instaladas muy bajas tensaban la espalda de las mujeres. 
En 1918, Mead se convirtió en la cuarta mujer miembro del Instituto Americano de Arquitectos, y en 1929 la declararon miembro vitalicio. 
En 1923-24, la arquitecta canadiense Esther Hill trabajó con Mead como aprendiz.

## Legado
Desde 1983, la Universidad de Barnard otorga el "Premio de Diseño Marcia Mead" a la excelencia del diseño arquitectónico para estudiantes.

## Publicaciones
- Mead, Marcia, ed. Casa pequeña: Un Grupo de Casas Diseñado por los arquitectos Más importantes de América. Nueva York: McCall Revista, 1924. (catálogo comercial)
- Mead, Marcia. "La Arquitectura de la Casa Pequeña". Arquitectura vol. 37 (junio 1918), p. 145.